# John Holland, 1. Duke of Exeter

Wappen von John Holland, 1. Duke of Exeter

John Holland, 1. Duke of Exeter (* um 1352; † 9. oder 10. Januar 1400 in Pleshey Castle) war ein englischer Magnat und Militär. Während der späten Herrschaft von König Richard II. wurde er zu einem der führenden englischen Adligen und wichtigsten Stützen des Regimes. Als Militär erwarb er sich einen guten Ruf, dazu erwarb er einen beachtlichen Grundbesitz in Südwestengland. Er wurde als Rebell gegen König Heinrich IV. hingerichtet.

## Herkunft und Jugend
John Holland entstammte dem englischen Adelsgeschlecht Holland. Er war der zweite Sohn und vermutlich das jüngste Kind von Thomas Holland, 1. Earl of Kent und von dessen Frau Joan of Kent, einer Tochter von Edmund of Woodstock, 1. Earl of Kent. Sein älterer Bruder Thomas Holland erbte beim Tod ihres Vaters 1360 dessen Titel, dazu hatte er zwei Schwestern, Maud, die in erster Ehe Sir Hugh Courtenay und in zweiter Ehe Waleran III., Graf von St Pol, sowie Joan, Frau von Herzog Johann V. von der Bretagne. Nach dem Tod seines Vaters heiratete seine Mutter 1361 in zweiter Ehe Edward of Woodstock, den Prince of Wales, damit war Holland ein Halbbruder des späteren Königs Richard II. Hollands Stiefvater, der sogenannte „Schwarze Prinz“, ernannte seinen Yeoman John de la Haye zu Hollands Erzieher. 1371 kam Holland an den Königshof.

## Frühe Karriere als Militär und Verwalter
Während der Feldzüge des Hundertjährigen Kriegs sammelte Holland kurz nach der Thronbesteigung seines Halbbruders Richard seine ersten militärischen Erfahrungen. Unter John of Gaunt, 1. Duke of Lancaster nahm er 1378 an der vergeblichen Belagerung von Saint-Malo in der Bretagne teil, wofür ihm eine jährliche Pension in Höhe von £ 100 verliehen wurde. Anstelle seiner Pension erhielt er wenig später vom König seine ersten eigenen Besitzungen, die Güter von Ardington Philberds Court in East Hanney in Berkshire. Dazu erhielt er 1380 die Herrschaft Marensin in der Gascogne. Die Verwaltung der Besitzungen des minderjährigen walisischen Lords Rhys ap Gruffudd, die vor allem in Staffordshire, Northwich in Cheshire und in den Herrschaften Hope und Hopedale in Flintshire lagen, wurde am 6. Mai 1381 mit dem lebenslangen Amt des Justiciars von Cheshire erweitert. Dazu nahm ihn der König 1381 in den Hosenbandorden auf. Der Plan, ihn im August 1382 als Royal Lieutenant nach Irland zu schicken, wurde nicht verwirklicht.

## Weiterer Aufstieg im Gefolge von John of Gaunt

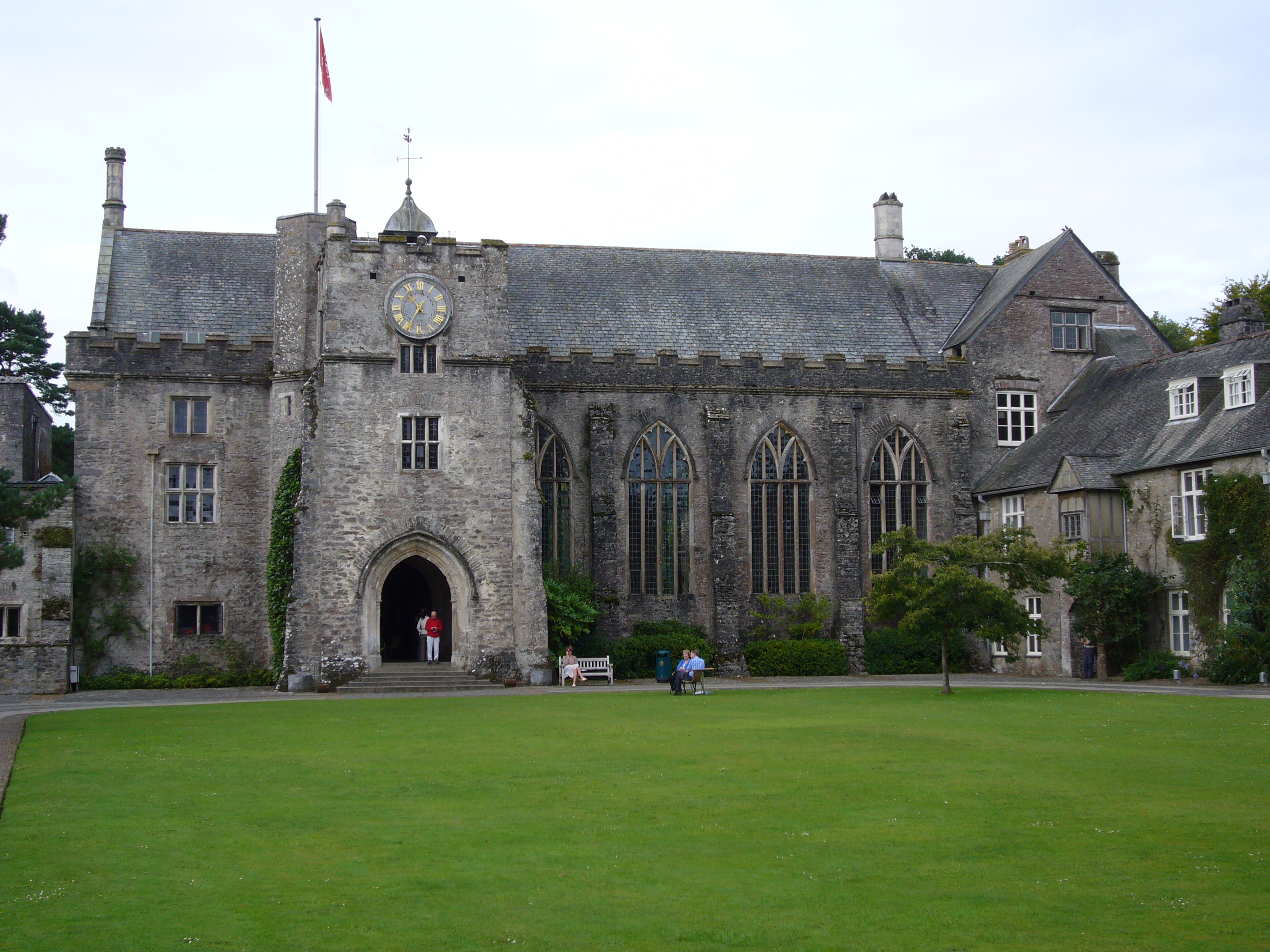
Dartington Hall, der von John Holland errichtete Landsitz in Devon

Holland geriet zunehmend unter den Einfluss des mächtigen John of Gaunt, den Onkel des Königs. 1383 und 1384 begleitete er Gaunt als Gesandter nach Calais. 1384 wurde Holland zum Knight Banneret erhoben. Während des Parlaments in Salisbury im Mai 1384 wird erstmals Hollands gewalttätiges Temperament erwähnt. Ein Mönch warf John of Gaunt vor, eine Verschwörung zu planen, um den König zu ermorden, worauf Holland und andere Angehörige des königlichen Haushalts den Mönch grausam ermordeten. Nach dem Tod von Sir James Audley und dem Heimfall von dessen Gütern erhielt Holland im Dezember 1384 dreizehn Güter in Somerset, Devon und Cornwall sowie nach dem Tod von Sir Neil Loryng zwei weitere Güter in Devon. Durch diese Erwerbungen schuf er die Grundlage für seine später ausgedehnten Besitzungen in Südwestengland. Im Juli 1385 nahm er am Feldzug von Richard II. nach Schottland teil. Dabei wurde bereits in York einer seiner Knappen in einem Streit von einem Bogenschützen aus dem Gefolge von Ralph de Stafford, dem Sohn und Erben von Hugh de Stafford, 2. Earl of Stafford getötet. Auf der Suche nach dem Täter traf Holland auf Ralph de Stafford und erschlug ihn, ohne festgestellt zu haben, wen er vor sich hatte. Nach diesem Mord floh er ins Kirchenasyl von Beverley Minster, fiel in Ungnade und verlor zahlreiche seiner Zuerkennungen. Nach einer angemessenen Entschuldigung und Wiedergutmachung wurde er auf Fürsprache von John of Gaunt im Februar 1386 unter der Bedingung begnadigt, drei Priester zu bestellen, die für die Seele des Ermordeten beten sollten. Dennoch blieb Holland bei Hofe im Abseits und somit abhängig von Gaunts Förderung. Holland hatte ein Verhältnis mit Elizabeth, eine Tochter Gaunts, die mit dem minderjährigen John Hastings, 3. Earl of Pembroke verheiratet war. Elizabeth wurde schwanger, worauf die Ehe mit dem Earl of Pembroke geschieden wurde und Elizabeth am 24. Juni 1386 bei Plymouth mit Holland verheiratet wurde. Anfang Juli brach Holland mit seiner Frau nach Spanien auf, wo er als Constable der Armee diente, mit der Gaunt seinen Thronanspruch auf Kastilien durchsetzen wollte. Die Armee unternahm im Frühjahr 1387 einen kurzen, aber zermürbenden Feldzug nach Galicien, ehe sie sich nach Portugal zurückzogen. Damit blieb die Expedition  militärisch erfolglos. Holland nahm in Spanien an Verhandlungen teil und zeichnete sich auch bei Turnieren aus, doch dann verließ er mit seiner Frau die Armee. Gaunts Gegner gewährten ihnen sicheres Geleit, und durch Kastilien erreichten sie die Gascogne, von wo sie im April 1388 vorzeitig nach England zurückkehrten. Vermutlich wurde Holland von den Lords Appellant, der Adelsopposition gegen Richard II., zur Rückkehr bewegt. Diese hofften, Holland auf ihre Seite zu ziehen und damit auch die Unterstützung von Gaunt zu erhalten. Während Holland nun jedoch am Königshof weiter Karriere machte und einer der wichtigsten Unterstützer seines Halbbruders Richard wurde, entfremdeten sich Holland und Gaunt. Im März 1391 erhielt Holland noch eine jährliche Pension von 200 Mark aus den Besitzungen des Duchy of Lancaster in Norfolk, doch 1393 war Sir Nicholas Clifton, ein Gefolgsmann Hollands, in Cheshire an einer Revolte gegen Gaunt beteiligt. Ein weiterer Streitpunkt waren die Pläne über die Verheiratung der Töchter von Johann V., Herzog der Bretagne und Earl of Richmond. Obwohl Holland sein Schwiegersohn war, berücksichtigte Gaunt ihn nicht in seinem Testament von 1398.

## Günstling von Richard II.

### Earl of Huntingdon
Nach seiner Rückkehr vom Spanienfeldzug von Gaunt wurde Holland am 2. Juni 1388 zum Earl of Huntingdon erhoben. Mit diesem Titel erhielt er Grundbesitz und Einkünfte in Südwestengland und Suffolk, durch die er jährliche 2000 Mark bezog. In den nächsten Jahren wurden seine Besitzungen durch weitere Herrschaften sowie die Überlassung von lebenslangen Nutzechten aus dem Duchy of Cornwall erweitert. Unter anderem erhielt Holland am 8. Oktober 1388 Berkhamsted Castle, am 6. Januar 1389 Tintagel Castle und 1392 Trematon Castle. Dazu übergab ihm der König zahlreiche Burgen in England und in Wales zur Verwaltung, darunter Rockingham am 19. April 1391, Horston am 29. September 1391, Haverfordwest am 10. September 1392 und Conwy am 3. September 1394. Zunächst wurde Berkhamsted Castle Hollands Wohnsitz in Südwestengland, ehe er Dartington Hall als repräsentativen Wohnsitz errichtete. Durch seinen Machtzuwachs in Südwestengland wurde Holland zum Rivalen von Edward de Courtenay, 3. Earl of Devon, doch durch die Gunst des Königs konnte Holland seinen Einfluss noch weiter ausbauen. Am 18. Mai 1389 wurde er zum Admiral des Westens ernannt, und am 1. Juni 1389 wurde er Kommandant von Brest. Diese Stadt in der Bretagne war während des Krieges mit Frankreich von England besetzt worden und benötigte aufgrund ihrer exponierten Lage einen tatkräftigen und erfahrenen Kommandanten.

### Chief Chamberlain of England
Da der König möglichst viele Verwandte und enge Unterstützer in seinem Gefolge haben wollte, ernannte er Holland am 31. Mai 1390 zum Chief Chamberlain of England. Dieses Amt wurde ihm zunächst lebenslang verliehen, ehe es am 2. Februar 1398 in ein Erbamt umgewandelt wurde. Durch dieses Amt wurde Holland an der Planung von ambitionierten Projekten im Ausland beteiligte. 1394 bereitete er eine Reise nach Jerusalem und möglicherweise auch nach Ungarn vor, die er jedoch nicht antrat. 1395 nahm er dagegen am Feldzug des Königs nach Irland teil. Nach dem Feldzug nach Irland im März und April 1395 ernannte Richard II. Holland zum Hüter der westlichen Scottish Marches und am 16. Februar 1397 zum Verwalter von Carlisle, womit Holland ein Gegenspieler der nordenglischen Familien Neville und Percy wurde. Am 1. März 1397 wurde Holland sogar zum Gonfaloniere der Kirche und zum Kommandant der päpstlichen Truppen ernannt. Er plante deshalb, ein Heer für einen Feldzug nach Florenz aufzustellen, um das Schisma in Italien zu beenden. 
Da der König  bislang selbst kinderlos war, nutzte er seine Halbbrüder, um andere Barone näher an sich zu binden. Hollands ältere Tochter Constance wurde 1391 mit dem reichen Erben Thomas II Mowbray verlobt, während Hollands jüngere Tochter mit Richard de Vere, dem Erben des Earl of Oxford verlobt wurde. Hollands Nichten wurden mit Angehörigen der Familien Mortimer, York, Beaufort, Montagu und Neville verheiratet und banden diese Familien damit enger an den König.

### Vorgehen gegen die Lords Appellant und Erhebung zum Duke of Exeter
Zusammen mit seinem Neffen Thomas Holland, der seinem Vater als Earl of Kent gefolgt war, gehörte Holland zu den wichtigsten Unterstützern, als Richard II. im Juli 1397 gegen die Lords Appellant von 1388 vorging. Nach einem Essen mit Holland ritt der König nach Pleshey Castle, wo er seinen Onkel, den Duke of Gloucester verhaftete. Auch die Earls of Arundel und Warwick wurden verhaftet und ihre Besitzungen wurden beschlagnahmt. Arundel wurde hingerichtet, und Holland wurde am 3. August 1397 mit den Besitzungen von Arundel in Südengland belohnt, darunter Arundel Castle. Dazu wurde er Vormund von Arundels Erben, Thomas Fitzalan, den er misshandelte, bis dieser nach Frankreich floh.  Am 29. September 1397 wurde er zum Duke of Exeter erhoben. Als Thomas I Mowbray 1398 verbannt wurde, erhielt Holland weitere ehemalige Besitzungen von Arundel, die zuvor Mowbray zugesprochen worden waren, darunter am 23. September 1398 Lewes Castle und am 15. Januar 1399 Reigate Castle. Als der Earl of March im Juli 1398 starb und sein Erbe noch minderjährig war, erhielt Holland die einträgliche Verwaltung von dessen Besitzungen in Südwales zugesprochen. Hollands eigene Besitzungen in Wales wurden erweitert durch die Ländereien seines früheren Mentors John of Gaunt in Südwales, nachdem dieser im Februar 1399 gestorben war.

### Sturz von Richard II. und nachfolgende Entmachtung Hollands
Holland blieb weiter mit der Verteidigung von Außenposten des Königreichs vertraut. Am 24. Februar 1398 wurde er zum Captain von Calais ernannt. Von Calais aus reiste er nach England, um im Mai 1399 am zweiten Feldzug des Königs nach Irland teilzunehmen. Als sie in Irland von der Rückkehr des exilierten Henry Bolingbroke, dem Sohn von John of Gaunt nach England erfuhren, begleitete Holland den König, der im Juli 1399 rasch nach Pembroke übersetzte. In Wales löste sich jedoch das königliche Heer auf. Mit wenigen Getreuen zog der König zu Hollands Conwy Castle in Nordwales. Von dort sandte er Holland zu Bolingbroke, um Verhandlungen aufzunehmen. Bolingbroke ließ Holland in Chester inhaftieren, und wenig später ergab sich auch der König. Vermutlich wurde Holland zusammen mit Richard im September nach London gebracht. Bolingbroke beließ Holland zunächst seine Ländereien, und im Oktober 1399 nahm er am Parlament teil, dass Richard förmlich absetzte. Er prangerte die Handlungen seines Halbbruders an und nahm an der Krönung von Bolingbroke teil, der nun als Heinrich IV. neuer König geworden war. Am 20. Oktober wurde er jedoch in Hertford verhaftet und zusammen mit anderen ehemaligen Günstlingen Richards am 3. November 1399 verurteilt. Er musste auf alle Erwerbungen verzichten, die er seit Juli 1397 nach dem Sturz der Lords Appellant bekommen hatte, dazu wurde ihm der Titel Duke of Exeter aberkannt.

## Teilnahme am Epiphany Rising und Tod
Holland, nun wieder Earl of Huntingdon, hatte von seinen letzten Schenkungen kaum profitieren können, doch nun wurde auch sein weiterer Besitz bedroht. Sein Besitzanspruch auf zahlreiche Güter, die er nur dank der Gunst Richards erhalten hatte, sollte überprüft werden, und eine Reihe von Rivalen erhoben nun Ansprüche auf seine Ländereien. Am 22. Dezember 1399 musste er seine Güter abgeben, die er vom Duchy of Cornwall erhalten hatte und die nun an Harry of Monmouth, den neuen Duke of Cornwall und Prince of Wales fielen. Die Abbey of St Mary Graces beanspruchte seine Besitzungen in Devon, und bereits im August hatte er auf Barfold St Martin, einem Gut in Wiltshire, verzichten müssen. Auch andere ehemalige Günstlinge von Richard II. wie Hollands Neffe Thomas und John Montagu, 3. Earl of Salisbury sahen ihre Position in Gefahr. Ende 1399 trafen sie sich, um den Sturz von Heinrich IV. vorzubereiten. Die Verschwörer planten, den König Anfang Januar 1400 während eines Turniers in Windsor anzugreifen und zu töten. Dieses sogenannte Epiphany Rising wurde jedoch verraten und scheiterte. Der König konnte den Verschwörern und ihren Truppen knapp entkommen und flüchtete nach London, wo er ein Heer aufstellte. Daraufhin flohen die Verschwörer. Holland, der nicht an dem Turnier teilnehmen sollte, sollte nach der Nachricht vom Sturz des Königs London belagern. Als er erfuhr, dass die Verschwörung gescheitert war, flüchtete er am 6. Januar nach Ostengland. Widrige Winde zwangen ihn dazu, in Essex wieder an Land zu gehen, wo er sich in Hadleigh Castle, einer Burg von Aubrey de Vere, 10. Earl of Oxford verbarg. Schließlich wurde er in Prittlewell von der Schwiegermutter des Königs, Joan, Countess of Hereford verhaftet und in Pleshey Castle inhaftiert. In Gegenwart seines ehemaligen Mündels John FitzAlan, des neuen Earl of Arundel wurde er auf allgemeinen Wunsch am 9. oder 10. Januar enthauptet. Sein abgeschlagener Kopf wurde über der London Bridge aufgestellt, ehe er im Februar 1400 zusammen mit seinem Körper in der Holy Trinity Church von Pleshey beigesetzt wurde.

## Nachkommen
Mit seiner Frau Elizabeth hatte Holland mehrere Kinder, darunter:
- Richard Holland († 3. September 1400)
- John Holland (1395–1447)
- Edward Holland, Graf von Mortain (1399–1418)
- Constance Holland (1387–1437), ⚭ I 1402 Thomas Mowbray, 4. Earl of Norfolk, ⚭ II 1413 John Grey de Ruthyn
- Alice Holland (um 1392–um 1406) ⚭ 1400 Richard de Vere, 11. Earl of Oxford

Seine Witwe Elizabeth heiratete nach seinem Tod in dritter Ehe John Cornwall, den späteren 1. Baron Fanhope und 1. Baron Milbroke. Sein Sohn John diente der Krone als Militärführer in Frankreich und erhielt von König Heinrich V. die Titel und den Besitz seines Vaters zurück.

## Sonstiges
Holland wurde auch als ritterlicher Turnierkämpfer bekannt, der unter anderem im Mai 1390 in Calais und im Oktober 1390 in Smithfield erfolgreich an Turnieren teilnahm. Hollands militärische Erfolge bewogen Philippe de Mézières, Holland zum Schutzherrn des neuen Passionsordens, eines von ihm propagierten, doch letztlich nicht gegründeten Ritterordens zu machen. Mézières schenkte ihm eine Kurzfassung seiner Ordensregeln. Dies zeigt, dass Hollands Gewalttätigkeit, seine Ungeduld und seine Unbesonnenheit auf seine Zeitgenossen nicht abschreckend wirkten. 